# همکار مؤسسه فیزیک
همکار مؤسسه فیزیک یا یار مؤسسه فیزیک (انگلیسی: Fellow of the Institute of Physics) یا (FInstP) «بالاترین سطح عضویت قابل دستیابی» برای فیزیکدانانی است که در مؤسسه فیزیک (IoP) عضو هستند، «این برای کسانی است که دارای مدرک فیزیک یا موضوعات مرتبط به آن هستند (یا با دانشی معادل کسب شده در محل کار) و کسانی که تأثیر قابل توجهی بر بخش خود گذاشته‌اند».
عنوان افتخاری همکار مؤسسه فیزیک (HonFInstP) برای «افراد استثنایی» است که می‌توانند به‌عنوان قدردانی از «کمک به فیزیک به‌طور کلی یا در کار IOP»، کار در زمینه‌هایی از جمله تجارت، آموزش، پژوهش و سیاست‌های مربوط به فیزیک، نامزد شوند.

## همکاران (FInstP)
تا سال ۲۰۲۲، استیون کاولی، هدر کوپر، و فیلیپ کمپبل، شامل این عنوان شده‌اند. همراهان حق استفاده از حروف پس از نامشان FInstP را دارند.

## همکاران افتخاری (HonFInstP)
تعیین عضو افتخاری مؤسسه فیزیک به عنوان یک عنوان افتخاری. جایزه این افتخاری «بالاترین تمجیدی است که توسط مؤسسه فیزیک برای نشان دادن خدمات استثنایی یک فرد به فیزیک ارائه می‌شود». برندگان می‌توانند از حروف پس از اسمی HonFInstP استفاده کنند.